# Banco do Estado do Maranhão
O Banco do Estado do Maranhão (BEM) foi uma instituição financeira, sob a forma de sociedade de economia mista, controlada pelo Governo do Maranhão. 
Tinha sede na cidade de São Luís, no Maranhão.

## Histórico
Foi fundado pelo Decreto Lei n° 200, de 03/02/39, e autorizado a funcionar pela Carta Patente n° 1.973, de 08/05/39, durante o governo do interventor federal Paulo Martins de Souza Ramos. Tinha como finalidade servir de instrumento de apoio à política financeira e de desenvolvimento econômico do Estado do Maranhão, inclusive realizar todas as operações de crédito legalmente permitidas aos estabelecimentos bancários do País. 
Atuava como banco múltiplo (comercial, de desenvolvimento, de crédito imobiliário e de crédito, financiamento e investimento) desde 1989, quando incorporou o Banco de Desenvolvimento do Estado do Maranhão e as coligadas BEM - Financeira S. A., BEM - Distribuidora de Títulos e Valores Mobiliários Ltda. e BEM - Crédito Imobiliário S.A.. 
Entre os principais serviços do BEM estavam: o pagamento ao funcionalismo público estadual e municipal, membros dos Poderes Legislativo e Judiciário, aos aposentados/pensionistas e aos fornecedores do Estado; centralização da arrecadação dos impostos estaduais; convênios com prefeituras, câmaras municipais e concessionárias de serviço público e arrecadação/pagamentos por conta do INSS. Em alguns municípios, o BEM era a única agência bancária que existia.

## Composição
O Banco controlava outras três empresas:
- BEM Distribuidora de Títulos e Valores Mobiliários Ltda.: fundada em 1974, atuava no segmento de fundos de investimento (BEM Fix, BEM Curto Prazo e BEM Livre). O BEM detinha 99,99 % do capital;
- BEM Vigilância e Transportes de Valores S.A: atuava nas áreas de vigilância armada e desarmada e de transporte de valores. Seu capital social está dividido entre o BEM (98,65%) e a CAPOF - Caixa de Assistência e Aposentadoria dos Funcionários do BEM (1,35%);
- BEM Serviços Gerais Ltda.: fundada em 1982, prestava serviços de conservação e limpeza, higienização, telefonia, segurança e medicina do trabalho. A partir de 1999, passou a atuar apenas na rede de compras BEMCard. O controle era indireto, tendo a BEM Vigilância e Transporte de Valores S.A. 99,99 % do capital social da empresa. [1]

## Federalização do BEM
Em 26/02/1987, o Banco Central do Brasil decretou o Regime de Administração Especial Temporária - RAET para o BEM, em razão do elevado volume de operações que o banco havia celebrado com o Governo do Estado, as quais apresentavam baixa liquidez e elevado risco, e do diminuto montante de “Reservas Bancárias” do BEM. Tais problemas foram agravados por significativos saques para resgate de CDI (certificados de depósitos interbancários), além do elevado número de agências deficitárias, ineficiência na cobrança de empréstimos ao setor privado, excesso de aplicações em crédito rural,  dentre outros fatores. O RAET foi cessado em 22/09/1988.
Em 18/11/1988, foi aprovada a transferência dos ativos e passivos do Banco de Desenvolvimento do Estado do Maranhão para o BEM, assim como a criação de uma carteira de desenvolvimento.
Em 28/04/1989, ocorreu a transferência dos ativos e passivos das coligadas BEM - Financeira S. A., BEM - Distribuidora de Títulos e Valores Mobiliários Ltda. e BEM - Crédito Imobiliário S.A. para o BEM. 
A partir de 27/10/1989, o Banco do Estado do Maranhão foi transformado em banco múltiplo, através da incorporação das subsidiárias. Assim, o banco passou a contar com as carteiras comercial, de desenvolvimento, de crédito imobiliário e de crédito, financiamento e investimento.
No mesmo período, foi promovido o saneamento do banco, com a extinção de diretorias e departamentos, reduzindo o quadro funcional e informatizando as agências.
Com a aprovação da Lei Estadual nº 7.079/1998, o Governo do Maranhão foi autorizado a alienar o controle acionário do BEM e suas subsidiárias e a ceder ou transferir sua carteira de crédito imobiliário, inclusive o FCVS.
Em 30/06/1998, a União concedeu um empréstimo de R$ 275 milhões de reais visando à recomposição patrimonial e à capitalização do BEM. Foi realizado também um aporte de R$ 68 milhões de reais para a aquisição de ativos da carteira imobiliária. Nesse processo, o Governo do Estado buscou atualizar o banco operacional e administrativamente, tendo sido repassados à instituição, no total, R$ 333 milhões para seu saneamento. 
Em julho de 2000, após tentativa frustrada de leilão do banco na Bolsa de Valores do Rio de Janeiro, com preço mínimo de R$ 90,5 milhões, o BEM foi federalizado. O Banco foi passado para o controle da União, que passou a deter 99,92% das ações e o incluiu no Plano Nacional de Desestatização. 

## Privatização
Houve nova tentativa de leilão em maio de 2002, mas uma liminar concedida pelo Supremo Tribunal Federal o impediu. 
Após superar esse entrave judicial, o BACEN marcou outro leilão do BEM para 10/02/2004, tendo sido comprado pelo Bradesco por R$ 78 milhões. Naquele momento, a instituição  contava com 76 agências, sendo nove em São Luís e 67 no interior (a maior rede de agências no Maranhão, junto ao Banco do Brasil). Havia cerca de 186 mil contas ativas, com, aproximadamente 120 mil sendo de funcionários do Estado; RS 700 milhões em ativos e R$ 300 milhões em depósitos totais; além de 523 funcionários (número que já foi de 2 500).
A conta única do Estado do Maranhão foi negociada para valorizar a venda do banco federalizado. Assim, por um período de seis anos a partir da privatização,  o Bradesco seria responsável por movimentar os recursos do Estado do Maranhão, como a folha de pagamento de servidores, pensionistas e aposentados.
Em novembro de 2004, o Bradesco decidiu pelo direcionamento da BEM Distribuidora de Títulos e Valores Mobiliários Ltda. (“BEM DTVM”) para atuar exclusivamente como administradora fiduciária de fundos de investimento geridos por terceiros contratados. 
O prédio do BEM, localizado em na rua do Egito, em São Luís, foi construído em 1970 e tombado pelo Patrimônio Histórico. Era um local de grande visitação popular em razão da cobertura do edifício, que tem 12 andares e já foi considerado o mais alto da cidade. A sede do Banco do Estado do Maranhão foi leiloada em 2009, tendo sendo comprada pela Prefeitura de São Luís pelo valor de R$ 1 543 236,50. O prédio entrou em reformas para abrigar um novo Centro Administrativo da Prefeitura, para receber diversos órgãos públicos, além da construção de um Observatório Turístico Panorâmico. As obras, no entanto, demoraram mais de dez anos para serem concluídas.
Em agosto de 2022, foi anunciado que o imóvel seria ocupado pela Secretaria Municipal de Fazenda (Semfaz) e, em setembro, foi inaugurado um mirante no 10º andar, permitindo uma visão de 360º de diversos pontos da cidade, aberto ao público mediante agendamento.
Algumas associações ainda são mantidas por ex-funcionários do banco como: Associação Atlética Banco Estado Maranhão (AABEM) e a Caixa de Assistência e Aposentadoria dos Funcionários do Banco do Estado do Maranhão (CAPOF).